# Мраковська сільська рада (Гафурійський район)
Мра́ковська сільська рада (рос. Мраковский сельский совет) — муніципальне утворення у складі Гафурійського району Башкортостану, Росія. Адміністративний центр — село Мраково.

## Населення
Населення — 642 особи (2019, 822 в 2010, 866 в 2002).

## Склад
До складу поселення входять такі населені пункти:
| Населений пункт          | Населення, осіб (2002) | Населення, осіб (2010) |
| ------------------------ | ---------------------- | ---------------------- |
| Дмитрієвка, присілок     | 61                     | 67                     |
| Карли, присілок          | 76                     | 78                     |
| Красний Октябр, присілок | 4                      | 11                     |
| Мраково, село            | 681                    | 634                    |
| Новотроєвка, присілок    | 44                     | 32                     |